# Two Faced
Two Faced è un singolo del gruppo musicale statunitense Linkin Park, pubblicato il 13 novembre 2024 come quarto estratto dall'ottavo album in studio From Zero.

## Descrizione
Il brano, spiccatamente nu metal, tratta il fatto di arrivare alla consapevolezza di non poter essere sulla stessa lunghezza d'onda del proprio partner, e che la colpa ricade probabilmente sul suo ambito.

## Video musicale
Il video, diffuso nello stesso giorno, è stato diretto da Joe Hahn e mostra i componenti del gruppo che eseguono il brano su un palco, tutti vestiti in completo da sera.

## Tracce
Testi e musiche dei Linkin Park.
1. Two Faced – 3:03

## Formazione
Hanno partecipato alle registrazioni, secondo le note di copertina di From Zero:
Gruppo
- Emily Armstrong – voce
- Colin Brittain – batteria
- Brad Delson – chitarra, pianoforte
- Phoenix – basso
- Joe Hahn – giradischi, campionatore, programmazione
- Mike Shinoda – voce, chitarra, tastiera, campionatore, programmazione

Produzione
- Mike Shinoda – produzione, ingegneria del suono
- Colin Brittain – coproduzione
- Brad Delson – coproduzione
- Ethan Mates – ingegneria del suono
- Rich Costey – missaggio
- Jeff Citron – assistenza al missaggio
- Emerson Mancini – mastering

## Classifiche
| Classifica (2024)                | Posizione massima |
| -------------------------------- | ----------------- |
| Austria                          | 7                 |
| Belgio (Fiandre)                 | 49                |
| Belgio (Vallonia)                | 49                |
| Canada                           | 57                |
| Germania                         | 5                 |
| Italia                           | 82                |
| Paesi Bassi                      | 51                |
| Regno Unito                      | 22                |
| Regno Unito (rock & metal)       | 3                 |
| Stati Uniti                      | 107               |
| Stati Uniti (alternative)        | 9                 |
| Stati Uniti (hard rock)          | 3                 |
| Stati Uniti (rock)               | 13                |
| Stati Uniti (rock & alternative) | 14                |
| Svizzera                         | 6                 |